# Conservatieven (Nederlandse 19e-eeuwse stroming)
De 'conservatieven' vormden een politieke stroming in Nederland in de 19e eeuw die zich keerde tegen een te grote volksinvloed op het bestuur. Tegenwoordig wordt de aanduiding ook wel als verzamelnaam gebruikt voor politici die behoudend zijn. Er heeft in de 19e eeuw geen landelijke conservatieve partij bestaan. De conservatieven waren alleen plaatselijk georganiseerd.
Binnen de conservatieve stroming kan onderscheid worden gemaakt tussen ultra-conservatieven en gematigder conservatieven. De ultra-conservatieven, die overigens gering in aantal waren, keerden zich tegen de Grondwetsherziening van 1848. De gematigder conservatieven legden zich daar wel bij neer. Het onderscheid tussen hen en conservatieve liberalen is vaak moeilijk te maken. Eind 19e / begin 20e eeuw verdwenen de conservatieven uit het parlement.
Van echte voormannen van de conservatieven kan nauwelijks worden gesproken, maar enkelen waren wel toonaangevend. Genoemd kunnen worden J.C. Baud, F.A. van Hall, J. Heemskerk, J.J. Rochussen en R.J. Schimmelpenninck.

## Beginselen
De conservatieven legden zich grotendeels neer bij de Grondwet van 1848, maar streefden er wel naar de koning een belangrijke rol te laten spelen; belangrijker dan op grond van de Grondwet bedoeld was. De koning diende in de ogen van de conservatieven zijn eigen ministers te kunnen benoemen en moest ook op andere terreinen (buitenlandse politiek, koloniale politiek) veel zeggenschap te behouden. In feite verwierpen zij daarmee de ministeriële verantwoordelijkheid.
Ten aanzien van de rol van de overheid week hun opvatting niet veel af van die van de liberalen. Beide stromingen waren voor een zuinige overheid, die slechts een geringe rol diende te spelen in het maatschappelijke leven. Veel conservatieven wezen wel vrijhandel af. Zij wilden de binnenlandse afzet van landbouwproducten beschermen tegen invoer uit het buitenland.
Op koloniaal gebied hielden de meeste conservatieven vast aan het systeem van gedwongen leveranties aan het Gouvernement (de regering in Nederlands-Indië). Zij verzetten zich tegen het in particulier bezit brengen van de landbouwgronden in Indië.
De conservatieven keerden zich tegen de afschaffing van de belasting op kranten die tot grotere persvrijheid moest leiden, waren tegen afschaffing van de doodstraf, en vóór een stakingsverbod. Het kiesrecht diende beperkt te blijven tot de gegoede burgerij. Op economisch gebied gingen zij vooral na 1870 veel verder bij het afwijzen van staatsingrijpen dan de (vooruitstrevende) liberalen.

## Historische ontwikkeling
De conservatieve politici van na 1848 waren slechts deels dezelfde personen als die van vóór dat jaar. Sommige voorstanders van liberale hervormingen uit de periode vóór 1848 kwamen na dat jaar in het conservatieve kamp terecht. De ultra-conservatieven (tegenstanders van de Grondwet van 1848) verdwenen daarentegen nagenoeg uit het landsbestuur.
Onder invloed van de schoolstrijd (de strijd om financiële gelijkstelling van openbaar en bijzonder onderwijs) ging een deel van de conservatieven rond 1870 over naar de (gematigde) liberalen. De opkomst van christelijke politici en de breuk tussen liberalen en katholieken veranderde het totale politieke beeld.
Rond 1860 is een vergeefse poging gedaan een conservatieve partij op te richten. Een conservatieve partij die rond eind 19e eeuw ontstond, de Nationaal-Historische Partij, kreeg nooit een zetel in het parlement. De conservatieve stroming ging na 1880 op in andere partijen, zoals de Vrij-Antirevolutionaire Partij (later CHU) en de oud-liberalen.
Hoewel conservatieven tot omstreeks 1890 ministersposten bleven bekleden, verdwenen het conservatisme geleidelijk als zelfstandige stroming. De conservatieve kabinetsleider Heemskerk kon in 1883 worden beschouwd als een politicus zonder partij.

## Persoonlijkheden
Politici die al vóór 1848 een rol speelden, zoals Baud, Rochussen en Van Hall, kunnen na 1848 als conservatieve voormannen worden beschouwd. Baud was als koloniaal specialist (minister van Koloniën onder Willem II) een van de voornaamste verdedigers van het Cultuurstelsel. Hij zat tussen 1850 en 1858 in de Tweede Kamer voor Amsterdam en later Rotterdam.
Floris van Hall gold vóór 1848 als een gematigde liberaal. Hij was in 1847 als minister afgetreden, omdat hij de voorstellen tot Grondwetsherziening niet ver genoeg vond gaan. Na 1848 trad hij tweemaal als kabinetsleider op, waarbij hij zeer pragmatisch problemen oploste. Hierdoor werd hij er door de liberalen van beschuldigd een 'parasytische', beginselloze politiek te voeren.
De vroegere minister van Financiën en oud-Gouverneur-generaal van Nederlands-Indië, Rochussen, was eveneens een warm verdediger van het bestaande koloniale landbouwsysteem. Hij vormde in 1858 samen met gematigde liberalen een kabinet. Daarna zat hij voor het district Hoorn en later voor Amsterdam in de Tweede Kamer.
Rond 1866 was Graaf Schimmelpenninck van Nijenhuis de voornaamste conservatieve politicus. Het kabinet waarvan hij met de conservatieve antirevolutionair Graaf Van Zuylen van Nijevelt en met J. Heemskerk Az. deel uitmaakte, bond de strijd aan met de Tweede Kamer. Tot tweemaal toe werd de Kamer na een conflict namelijk ontbonden, in de hoop dat verkiezingen de regering alsnog de overwinning zou bezorgen. Dat gebeurde uiteindelijk overigens niet.
Mr. J. Heemskerk Azn., die aanvankelijk als gematigd liberaal voor Amsterdam in de Kamer was gekomen, ontwikkelde zich na 1870 als de voorman van de conservatieven. In 1883 wist hij ondanks de zwakke positie van het kabinet in de Kamer een belangrijke Grondwetsherziening tot stand te brengen. Daardoor werd na 1887 geleidelijke uitbreiding van het kiesrecht mogelijk, en kon gewerkt worden aan gelijkstelling van bijzonder en openbaar onderwijs.

## Electoraat
De conservatieven waren overwegend protestants, al waren er ook onder de katholieken conservatieven. Het protestantse karakter van Nederland werd door veel conservatieven benadrukt en bij een deel van hen was sprake van anti-Papistische (anti-Roomse) gevoelens. Dat bleek vooral tijdens de Aprilbeweging van 1853.
Door het protestantse karakter waren er lange tijd de nodige overeenkomsten met de antirevolutionairen van Groen van Prinsterer en is een scheiding tussen hen soms moeilijk aan te brengen.
Na 1870 was er meer samenwerking tussen katholieken en conservatieven. Conservatieven stemden in 1871, na de val van de Pauselijke Staat, tegen het liberale voorstel om het gezantschap bij de paus op te heffen.
De conservatieven hadden aanvankelijk steun in Rotterdamse en Amsterdamse handelskringen die belangen hadden in Nederlands-Indië. Later werd de conservatieve aanhang vooral op het platteland gevonden, met name onder landbouwers en grootgrondbezitters. Ook de hofstad Den Haag (ambtenaren, diplomaten, hofdignitarissen) had steeds conservatieve afgevaardigden.
Overwegend conservatieve districten waren er in Zuid-Holland (omgeving Leiden, Delft en Gorinchem), in Utrecht, en in delen van Gelderland (de Betuwe) en Overijssel (Twente).